# Kerria ruralis
Kerria ruralis är en insektsart som först beskrevs av Wang, Yao, Teiu och Liang 1982.  Kerria ruralis ingår i släktet Kerria och familjen Kerriidae. Inga underarter finns listade i Catalogue of Life.